# Cathy Kelly
Cathy Kelly (* 12. September 1966 in Belfast) ist eine irische Schriftstellerin, Bestseller-Autorin und UNICEF-Botschafterin. Sie lebt mit ihrem Partner John Sheehan und den Zwillingssöhnen Murray und Dylan im irischen County Wicklow.

## Leben
Cathy Kelly wuchs in Dublin auf. Nach ihrem Studium in Journalistik begann sie ihre berufliche Laufbahn als Journalistin bei der Dubliner Sonntagszeitung Sunday World, wo sie während mehreren Jahren unter anderem als Redakteurin, Filmkritikerin und „Kummerkastentante“ in Erscheinung trat. Noch während ihrer Anstellung schrieb sie ihren ersten Roman Woman to Woman (dt. Titel Wär ich doch im Bett geblieben), welcher nach seiner Veröffentlichung 1997 sogleich in die irischen und englischen Bestsellerlisten kam und dort mehrere Wochen blieb. Es folgten weitere Romane, welche auch international zu Bestsellern wurden.
2005 wurde sie zur UNICEF-Botschafterin in Irland ernannt, besuchte in dieser Funktion Mosambik und Ruanda und macht auf die Notlage der HIV/AIDS-Waisenkinder in Afrika aufmerksam.

## Werke
- 1997 Woman To Woman
  - Wär ich doch im Bett geblieben, dt. von Inez Meyer; Goldmann, München 1999, ISBN 3-442-35132-4.
- 1998 She’s the One
  - Und wer macht den Abwasch?, dt. von Inez Meyer; Goldmann, München 2000, ISBN 978-3-442-35178-7.
- 1999 Never Too Late
  - Geh ich auf meine Hochzeit?, dt. von Inez Meyer; Goldmann, München 2001, ISBN 3-442-35406-4.
- 2000 Someone Like You
  - Der hat mir gerade noch gefehlt, dt. von Inez Meyer; Goldmann, München 2001, ISBN 3-442-35678-4.
- 2001 What She Wants
  - Chaos ist das halbe Leben, dt. von Uta Hege; Goldmann, München 2003, ISBN 3-442-35679-2.
- 2002 Just Between Us
  - Männer sind zum Küssen da, dt. von Uta Hege; Blanvalet, München 2004, ISBN 3-442-35680-6.
- 2002 Letter from Chicago
- 2003 Best of Friends
  - Dann klappt’s auch mit dem Nachbarn, dt. von Uta Hege; Blanvalet, München 2004, ISBN 3-442-36169-9.
- 2005 Always and Forever
  - Da hilft nur noch Schokolade, dt. von Uta Hege; Blanvalet, München 2006, ISBN 3-442-36467-1.
- 2006 Past Secrets
  - Erdbeerträume, dt. von Uta Hege; Blanvalet, München 2007, ISBN 978-3-442-36739-9.
- 2008 Lessons in Heartbreak
  - Ein verflixtes Jahr, dt. von Uta Hege; Blanvalet, München 2008, ISBN 978-3-442-36827-3.
- 2009 Once in a Lifetime
  - Kann denn Küssen Sünde sein?, dt. von Uta Hege; Blanvalet, München 2010, ISBN 978-3-442-37535-6.
- 2010 The Perfect Holiday
- 2010 Homecoming
  - Zum Glück gibt’s uns, dt. von Monika Koch; Blanvalet, München 2012, ISBN 978-3-442-37576-9.
- 2011 Christmas Magic
- 2012 The House on Willow Street
- 2013 The Honey Queen
- 2014 It Started With Paris
- 2015 Between Sisters
- 2017 Secrets of a Happy Marriage
- 2018 The Year that Changed Everything
- 2019 The Family Gift
- 2021 Other Women
- 2022 The Wedding Party
- 2024 Sisterhood